# Катастрофа C-130 под Мадиуном
Катастрофа L-100 «Геркулес» произошла 20 мая 2009 года в Индонезии в 6:30 по местному времени (23:30 UTC) в деревне Гаплак близ города Мадиун в провинции Восточная Ява.
Самолёт L-100, вылетевший из Джакарты, при падении на рисовое поле задел четыре жилых дома. Очевидцы утверждали, что ещё во время полёта у самолёта оторвалась правая часть крыла. Но в министерстве обороны опровергали информацию и утверждали — лайнер был в исправном состоянии.